# 元気森林

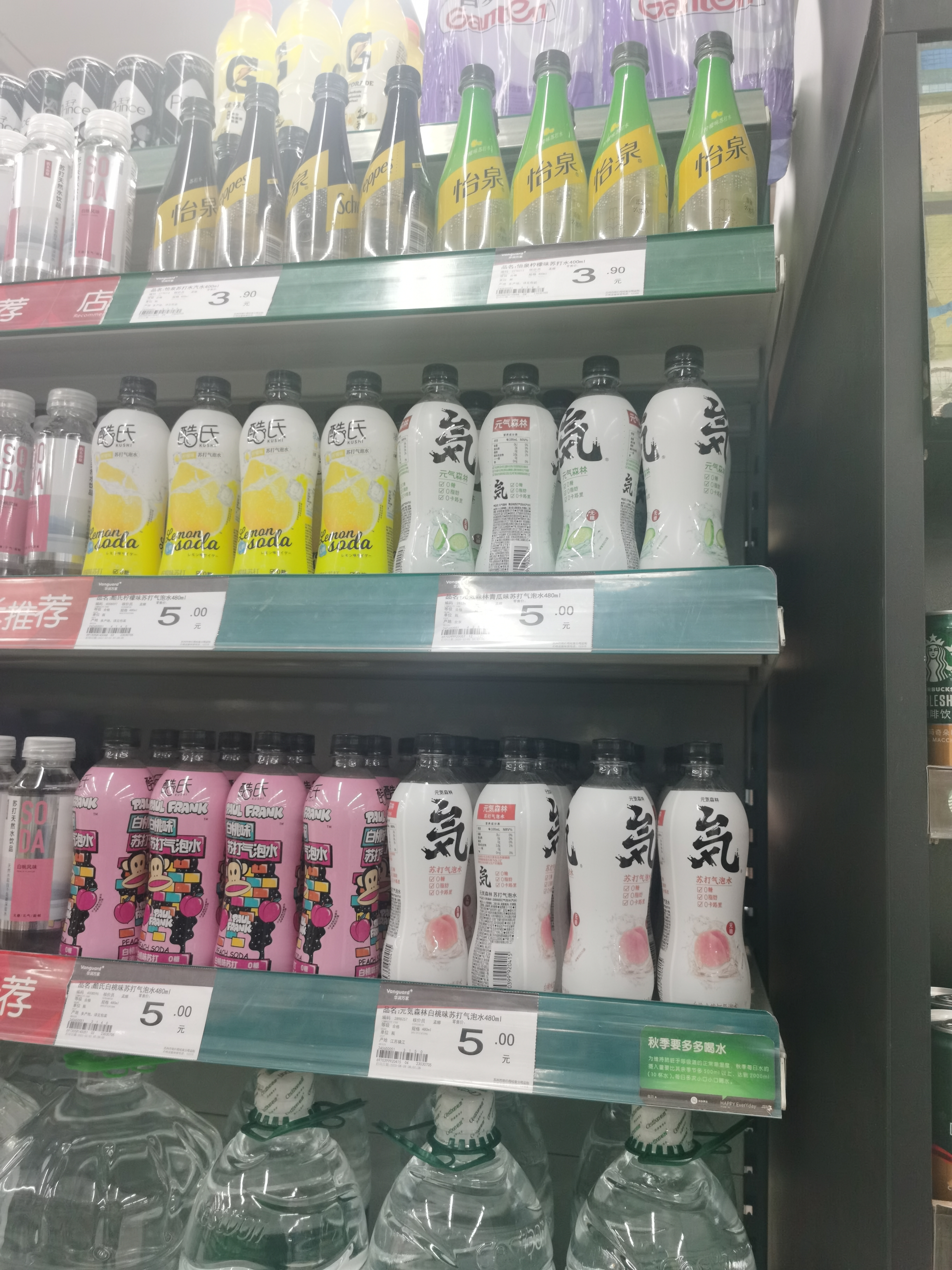
元気森林ソーダ、炭酸水の2種類のパッケージ。旧パッケージは日本語の「気」、新パッケージは中国語簡体字の「气」である。

元気森林は、北京に本社を置く飲料ブランドである。親会社は2016年に設立された元気森林（北京）食品技術集団有限公司、創業者は唐斌森。商品は紅茶、炭酸水、ミルクティーが中心であり、パッケージデザインは日本風。甘味料としてエリスリトールが配合されていることが多いため、「無糖」や「低糖」と宣伝されることが多い。 同社は、「スクロースゼロ」と「シュガーゼロ」の概念を混同して消費者を誤解させたとして告発されており、一部の製品にはスクロースは含まれていないものの、それでも血糖値の上昇を引き起こす可能性があるフルクトースやラクトースなどの糖分が含まれており、過度の摂取は肥満の原因になりやすい。

## 歴史
2016年設立、創設者はかつてハッピーファームを設立し、ソーシャルゲーム開発会社知興通の最高経営責任者（CEO）を務めた唐斌森。 北京に本社を置く同社は、主に焦茶（ウーロン茶飲料）、炭酸水、ミルクティーを製造しており、飲料に砂糖代替甘味料としてエリスリトールを添加している。 同社はOEMと直接生産の方式を採用しており、製品は北京、昆山、泰州同世飲料有限公司に委託して統一企業として生産している。
2019年6月6日、ヨーグルトブランドの北海牧場が発足。
2020年5月10日、エナジードリンクブランド「宇宙人」(Alienergy)を発売。 7月5日、安徽省滁州市に最初の工場が建設された。 12月、Toutiaoの副社長であるLiu Zhen氏が中国国外事業を担当する元気森林に入社した。 2020年の年間売上規模は30億、年間売上高は309％増加し、2020年の国内飲料業界の成長チャンピオンとなる。
2022年1月、元気森林はWeChat公開アカウント「元気黒板ニュース」で、易烊千璽が元気森林炭酸水の広報担当者になったと発表した。
2023年1月、元気森林は北海牧場の株主から撤退した。 回答では、これは正常な株式調整であり、北海牧場のブランドと事業運営はすべて正常であると述べられた。
2023年2月に元気森林の炭酸水製品のパッケージがリニューアルされ、元々の日本漢字の「気」が簡体字の「气」に変更された。

## 論争
同社の一連の商品は「北海道3.1無糖ヨーグルト」「糖質0、脂質0、カロリー0」などと宣伝されており、商品名に日本漢字の「気」の字が使われており、メディアで虚偽の報道がなされている。 「似非日本」「似非健康」の性質についてや、プロパガンダなどが疑問視されている。 また、元気森林の商品パッケージには日本メーカーの盗作疑惑があり、お茶のギフトボックス「灼熱茶」は日本茶ブランド「ルピシア」の盗作、コーンシルクティー飲料「建美軽茶」は日本コカ・コーラ社所有の「双建美茶」の盗作である可能性があり、ショ糖０「ミルクティー」は和菓子メーカー不二家からコピーされている疑惑がある。
2020年9月より元気森林は、公式サイト、共通番号、旗艦ECショップのロゴの「気」を簡体字の「气」に変更した。 また、同社の新商品のパッケージには「気」の文字が印字されなくなった。
2021年4月10日、元気森林は公式微博で、元気森林ミルクティーの商品表示および宣伝において、スクロース0と砂糖0の違いが明確に説明されておらず、誤解を招きやすいと発表した。 元気森林は、ミルクティーに以下の変更を行ったと発表し、2月4日から製造されるほとんどの元気森林ミルクティーと、3月18日から製造されるすべての元気森林ミルクティーは、「ショ糖0低脂肪」を「低糖質・低脂肪」に変更した。 3月20日より生産されるすべての元気森林ミルクティーから、原材料に結晶果糖が含まれなくなった。
2021年10月26日早朝、元気森林の従業員が操作ミスにより、原価79元の炭酸水1箱（12本）を誤って1箱3.5元で販売し、このタイプの炭酸水の売り上げが急増し、さらに 30 万箱の注文が追加され、1,000 箱や 10,000 箱の注文のスクリーンショットを投稿した顧客もいれば、一度に 30,000 箱注文したという顧客もいた。 元気森林は、すべての製品を棚から撤去したと発表し、発表の中で、注文した顧客に対して返金を申請するよう求めた。
2023年1月19日、元気森林は全職員に対し内部発表を行い、元気森林マーケティングセンター所長の葉立成氏が重大な汚職およびその他の経済犯罪の疑いで、最近法律に基づき警察に刑事拘留されたと発表した。